# The Massacre of St Bartholomew’s Eve
A The Massacre of St Bartholomew's Eve a Doctor Who sorozat huszonkettedik része, amit 1966. február 5. és 26. között sugározták négy epizódban. Ebben a részben jelent meg először Jackie Lane, mint Dodo Chaplet. Valamint itt látja be először a Doktor, hogy csak azokat az lényeket lehet megmenteni a haláltól, akik túlélésükkel nem tudják befolyásolni a történelmet.

## Történet
A szereplők az 1572-es Párizsba érkeznek. A Doktor meglátogat egy tudóst. Steven nem marad nyugton, hiába óvja őt a Doktor, ezért hamarosan a francia vallásháborúkban találja magát, a hugenották lemészárlásának közepén.

## Epizódok listája
| Epizódok listája   | Bemutató napja    | Hossza | Nézők száma (millió) | Formátum                                  |
| ------------------ | ----------------- | ------ | -------------------- | ----------------------------------------- |
| Isten háborúja     | 1966. február 5.  | 24:51  | 8                    | Csak állóképek és/vagy töredékek léteznek |
| A koldusok tengere | 1966. február 12. | 24:43  | 6                    | Csak állóképek és/vagy töredékek léteznek |
| A halál papja      | 1966. február 19. | 24:33  | 5,9                  | Csak állóképek és/vagy töredékek léteznek |
| A végzet harangja  | 1966. február 26. | 25:06  | 5,8                  | Csak állóképek és/vagy töredékek léteznek |

## Könyvkiadás
A könyvváltozatát 1987. júniusában adták ki.

### Fordítás
- Ez a szócikk részben vagy egészben  a   The Massacre of St Bartholomew's Eve című angol Wikipédia-szócikk fordításán alapul.  Az eredeti cikk szerkesztőit annak laptörténete sorolja fel. Ez a jelzés csupán a megfogalmazás eredetét és a szerzői jogokat jelzi, nem szolgál a cikkben szereplő információk forrásmegjelöléseként.